# Köpstadsö
Köpstadsö é uma pequena localidade e ilha da província da Västergötland, situada no arquipélago do Sul de Gotemburgo, no Categate. Tinha 101 habitantes, em 2000, e uma área de 26 hectares. Pertence à comuna de Gotemburgo.
Esta ilha idílica - sem carros nem motas nem sequer bicicletas - também é conhecida como Kössö. O número de habitantes aumenta no verão para uns 300, com a chegada de turistas e visitantes. Dispõe um pequeno porto para pequenas embarcações. 
O acesso à ilha é feito por ferryboat (br: balsa) vindo de Saltholmen na terra firme e parando em outras ilhas do arquipélago. 
Uma vez por mês, é celebrada a missa na antiga escola da povoação. 